# Nokia 6600
O Nokia 6600 é um telemóvel fabricado pela Nokia que corre o sistema operativo SymbianOS com suporte para aplicações Series 60. Tem uma câmara de 0,3 MP (640 x 480 pixéis) com Zoom Digital de 2X.

## Especificações
- Sistema Operativo – SymbianOS 7.0s e Series 60
- CPU - ARM9 104 MHz
- Frequências GSM – 900/1800/1900 MHz (Triband)
- GPRS – Sim
- EDGE (EGPRS) – Não
- WCDMA – Não
- Ecrãs – TFT, 65 536 cores e 176X208 pixéis de resolução
- Câmara – 0,3 MP (640 x 480 pixéis) e 2X Zoom Digital
- Gravação de Vídeo – Sim
- Navegação – Sim, o telemóvel vem equipado com um Browser completo de WAP 2.0 XHTML/HTML
- MMS – Sim
- Chamadas de Vídeo – Não
- PPF (Premir Para Falar) – Não
- Suporta Java – Sim, MIDP 2.0
- Memória – 6 MB
- Slot para Cartões de Memória – Sim, MMC
- Bluetooth – Sim
- Infravermelhos – Sim
- Wi-Fi – Não
- Suporta Cabo de Transferência de Dados – Não
- E-mail – Sim
- Leitor de Música – Sim
- Rádio – Não
- Reprodutor de Vídeo – Sim
- Toques Polifónicos – Sim
- Mp3 Player Nativo - Não (pode-se opcionalmente por software)
- Toques Reais - Sim
- Modo Desligado – Sim
- Bateria – de Lítio BL-5C (850 mAh)
- Autonomia em Conversação – 240 minutos
- Autonomia em Standby – 240 horas
- Peso – 125 gramas
- Dimensões – 108,6mmX58,2mmX23,7mm
- Disponibilidade – 2003

## Software
O telemóvel suporta a instalação de uma vasta gama de software de terceiros como leitores de MP3 e de multimédia, jogos, browsers, navegação GPS, suites de produtividade, temas, etc..

## Aplicações Úteis
De forma a desfrutar melhor das capacidades do Nokia 6600, o utilizador poderá instalar o Opera Browser para navegar na Internet, o FExplorer para explorar os ficheiros e as pastas armazenadas no seu telemóvel, o Cam Pro para a gravação de vídeos de alta qualidade, o Total IR para controlar a televisão ou qualquer outro aparelho com infravermelhos ou o Bemused para controlar aplicações como o Winamp ou o Power Point através de bluetooth.

## Problemas
Os primeiros Nokia 6600 tinham muitas falhas de software, o que tornava o uso normal diário impossível. A ocorrência destas falhas era devido ao fraco firmware do telemóvel e ao seu software recente. Com o correr do tempo a estabilidade do Nokia 6600 tem melhorado com as novas versões de firmware disponíveis.
Mesmo assim, ainda existe um vasto leque de aplicações SymbianOS que podem causar falhas no sistema, por isso o utilizador não deve instalar muitas aplicações e deve ter cuidado com o uso da memória disponível de forma a não se deparar com falhas.

## Códigos de Serviços do Telemóvel
A Nokia tem fornecido a habilidade de introduzir códigos especiais no telemóvel de forma a permitir ao utilizador o acesso a informações do sistema e até mesmo forma de o reparar. Os códigos são executados clicando no asterisco, depois numa sequência especial de dígitos e por fim no cardinal.
Para formatar o telemóvel depois de uma falha grave, o utilizador tem de desligar o telemóvel e premir simultaneamente a tecla 3, o asterisco e o botão verde de chamada enquanto liga o aparelho. Isto irá provocar uma formatação completa, o que irá apagar todo o conteúdo do telemóvel, incluindo todas as definições, contactos, SMS e MMS.

## Ver Também
- Lista de telemóveis da Nokia
- Nokia
- Lista de celulares mais vendidos